# Taça Asa Branca de 2016
A Taça Asa Branca de 2016 foi a primeira edição desta competição amistosa de futebol realizada no Brasil, organizada pela Liga do Nordeste. Foi um confronto entre o campeão da Copa do Nordeste de 2015 e uma tradicional força do futebol brasileiro. A equipe convidada foi o Flamengo.

## Regulamento
A partida aconteceu no estádio do campeão do Nordeste. Em caso de empate, disputa de pênaltis.

## Transmissão
- Brasil: Esporte Interativo

## Participantes
| Equipe   | Cidade         | Classificação                       |
| -------- | -------------- | ----------------------------------- |
| Ceará    | Fortaleza      | Campeão do Copa do Nordeste de 2015 |
| Flamengo | Rio de Janeiro | Clube convidado                     |

## O Jogo
| 21 de janeiro | Ceará                               | 3 – 3     | Flamengo                                             | Arena Castelão, Fortaleza                                        |
| 22:30 (UTC−3) | Siloé 26' · Bill 49' · Serginho 87' | Relatório | 58' Emerson Sheik · 83' Salazar · 86' Marcelo Cirino | Público: 35 498 Renda: R$ 718.495,00 Árbitro: CE César Magalhães |

|                               |       | Penalidades                                        |  |
| Bill Serginho Richardson Roni | 4 – 3 | Sheik Alan Patrick Wallace Marcelo Cirino Guerrero |  |

| Cores do Time · Cores do Time · Cores do Time · Cores do Time · Cores do Time | Cores do Time · Cores do Time · Cores do Time · Cores do Time · Cores do Time |

## Campeão
| Taça Asa Branca de 2016   |
| ------------------------- |
| Ceará Campeão (1° título) |